# 9239 van Riebeeck
A 9239 van Riebeeck (ideiglenes jelöléssel 1997 JP15) a Naprendszer kisbolygóövében található aszteroida. Eric Walter Elst fedezte fel 1997. május 3-án.